# 구상 단백질

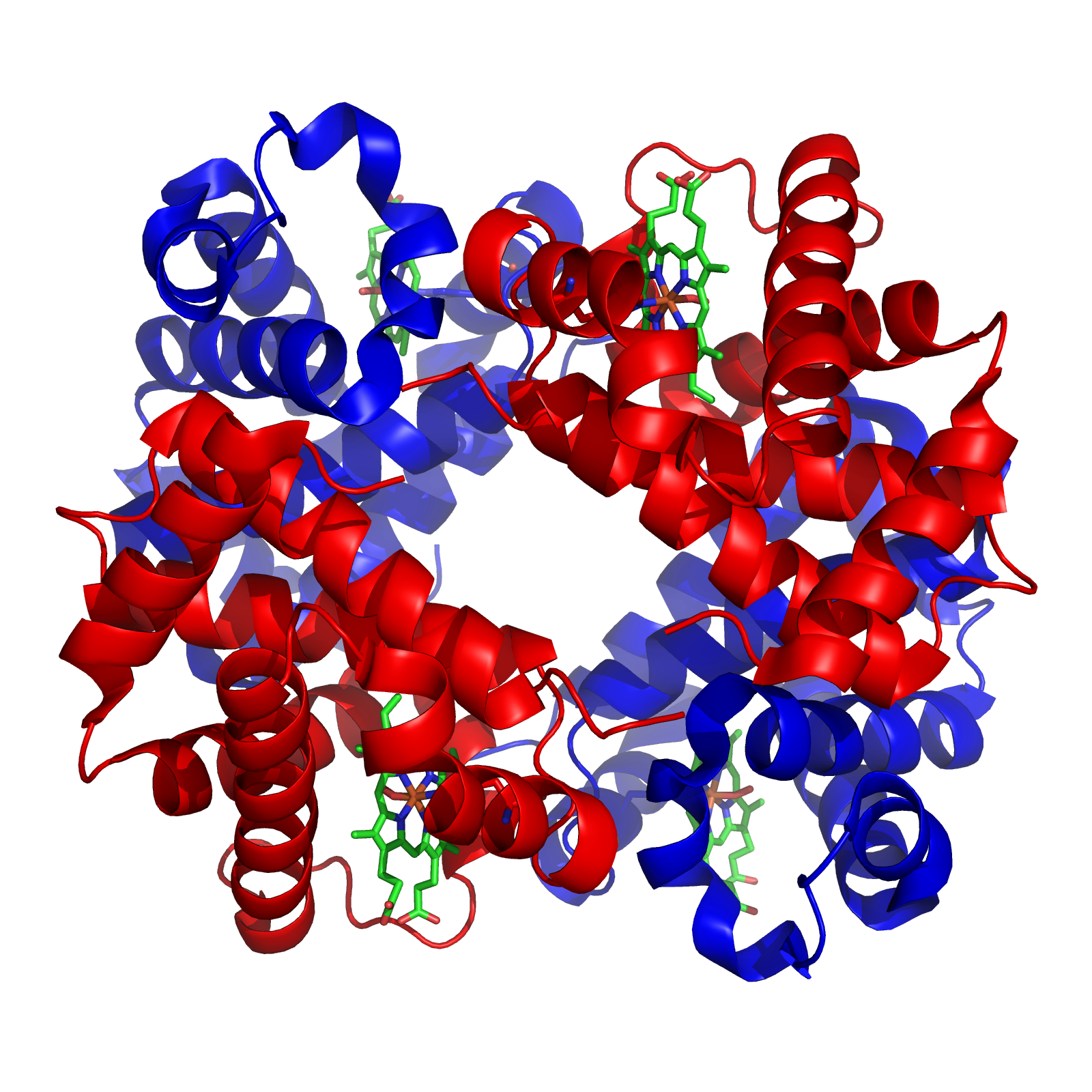
구상 단백질인 헤모글로빈의 3차원 구조

구상 단백질(Globular Protein)은 구형의 모양을 가진 단백질의 유형이다. 구상 단백질은 섬유질 또는 막 단백질과 달리 수용성(물에서 교질을 형성)이다. 구 모양으로 접을 수 있으므로 여러 가지의 다양한 접는 방식이 구상 단백질에서 일어난다. 
글로빈(Globin)은 글로빈 접힘을 포함하는 단백질을 지칭한다.

## 구상 구조 및 용해도
구상 단백질의 구형 특성은 초원심 분리기(Ultracentrifuge) 또는 동적 광산란 기술(Dynamic Light Scattering Techniques)을 통해 결정될 수 있다. 
구형 구조는 단백질의 3차 구조에 의해 유도된다. 분자의 비극성(소수성) 아미노산은 분자의 내부에 결합되어 있는 반면, 극성(친수성) 아미노산은 바깥쪽에 결합되어 용매와 쌍극자-쌍극자 상호 작용(Dipole-dipole Interaction)을 가능하게 한다. 
구상 단백질은 단백질이 본래 형태로 접힐 때 방출되는 자유 에너지가 상대적으로 작기 때문에 한계적으로 안정적이다. 단백질 접힘에는 엔트로피가 필요하기 때문이다. 폴리펩타이드 사슬의 1차 서열은 수 많은 형태를 형성 할 수 있기 때문에, 천연 구형 구조는 그의 형태를 소수로만 제한한다. 소수성 상호 작용 과 같은 비공유 상호 작용이 구조를 안정화 시키지만 무작위성이 감소시킨다. 
단백질이 어떻게 자연적으로 접히는지는 아직까지 알려지지 않았지만, 새로운 증거가 사전 이해에 도움이 되었다. 단백질 접힘 문제의 일부는 수소 결합 및 반데르발스 힘과 같은 몇 가지 약한 비공유 상호 작용이 형성된다는 것이다. 몇 가지 기술을 통해 단백질 접힘 메커니즘이 현재 연구되고 있다. 단백질의 변성 상태에서도 정확한 구조로 접을 수 있다. 
구상 단백질은 확산-충돌 모델 또 핵 형성 응축 모델의 메커니즘 중 하나를 갖는 것으로 보이지만, 최근 연구에 따르면 PTP-BL PDZ2와 같은 구상 단백질은 두 가지 모델 모두 가지고 있었다. 이러한 새로운 발견은 단백질의 전이 상태가 접히는 방식에 영향을 줄 수 있음을 보여 주었다. 또한 구상 단백질의 접힘은 최근 질병의 치료와 관련이 있으며, 접히지 만 천연 단백질에는 결합하지 않는 항암 리간드가 개발되었다. 이 연구는 구상 단백질의 접힘이 그 기능에 영향을 미치는 것으로 나타났다.
열역학 제 2 법칙에 따르면, 펼쳐진 상태와 접힌 상태 사이의 자유 에너지 차이는 엔탈피 및 엔트로피 변화에 의해 좌우된다. 본래 형태로 접힘으로써 발생하는 구상 단백질의 자유 에너지 차이가 작기 때문에, 그것은 약간 안정적이므로, 빠른 회전율 및 단백질 분해 및 합성의 효과적인 제어를 제공한다. 

## 역할
구조적 기능만 하는 섬유질 단백질과 달리 구상 단백질은 다음과 같은 역할을 한다. 
- 온화한 조건에서 큰 특이성을 가지고 유기체에서 일어나는 유기 반응을 촉매함으로써 에스터 가수분해효소의 역할을 수행한다.
- 생물학적 과정을 통제하는 메신저 기능을 한다. 이 기능은 인슐린 등 호르몬에 의해 수행된다.
- 세포막을 통한 분자의 전달자 역할을 한다.
- 아미노산 보관한다.
- 규제 역할은 또한 섬유질 단백질보다는 구상 단백질에 의해 수행된다.
- 구상이며 단량체로서 중합되어 길고 뻣뻣한 섬유를 형성하는 구조 단백질을 이룬다. 예를 들어 액틴과 튜불린이 있다.

## 구상 단백질 군
가장 잘 알려진 구형 단백질 중에는 글로빈 단백질 군의 구성원인 헤모글로빈이 있다. 다른 구상 단백질로는 알파 글로불린, 베타 글로불린, 감마 글로불린이라 불리는 글로불린도 존재한다. 주요 대사 기능을 갖는 거의 모든 효소는 구상이며 이를 신호 전달 단백질이라고 불린다. 
알부민은 구상 단백질이지만 다른 모든 구상 단백질과 달리 물에 용해된다. 하지만 기름에서는 용해되지 않는다. 